# Lœuilly
Lœuilly è un ex comune francese di 834 abitanti situato nel dipartimento della Somme nella regione dell'Alta Francia. Dal 1º gennaio 2019 è stato accorpato con i comuni di Neuville-lès-Lœuilly e Tilloy-lès-Conty nel comune di nuova costituzione Ô-de-Selle, diventando un comune delegato di quest'ultimo.
Il suo territorio è bagnato dal fiume Selle, affluente della Somme.

## Società

### Evoluzione demografica
Abitanti censiti